# 艾蒂安·博诺·德·孔狄亚克
艾蒂安·博諾·德·孔狄亚克（法語：Étienne Bonnot de Condillac，法語發音：[etjɛn bɔno də kɔ̃dijak]，1714年9月30日—1780年8月3日）是一位法国哲学家、认知学家。他研究的领域涉及心理学与思维哲学。孔狄亚克出生于法国南方的一个贵族家庭，曾经在里昂耶稣会专科学校就读，后毕业于巴黎索邦神学院。他曾与狄德罗结识并参与了《百科全书》的撰写工作，对启蒙运动产生影响。

## 生平
出生在法國格勒諾布爾當時是貴族的律師家庭，孔狄亞克是里昂市長以及政治作家馬布利的弟弟。他在1733年成為Mureau修道院的院長。對哲學家兄弟倆來說，修道院院長只是個頭銜。放棄當神職人員後，孔狄亞克致力於哲學和反思，並且開始他的世俗生活。到達巴黎後，他常去唐森女士的沙龍與盧梭和狄德羅聚會，因而他們成為了朋友。因為他自身的謹慎以及克制，他與這些啟蒙運動的哲學家的來往並沒有毀壞他的生涯。
他研究形而上學，尤其是約翰·洛克於1746年後出版了許多形而上學作品，書中新奇清晰的想法與風格吸引了孔狄亞克的注意，給予孔狄亞克靈感而創作了感覺論這一書。在1749年，他獲選進入柏林普魯士科學院。
1757年，他被指派到義大利帕爾瑪教導7歲大的斐迪南一世，為期9年。1768年，在他結束工作後，離開了義大利，回到法國定居，退出社交生活，拒絕教育路易斐迪南的三個兒子。1768年，他仍然進入法蘭西學院，並於1777年，得到波蘭政府之編寫全國青年經典邏輯的任務。
他在法國的外省—奧爾良的瓦萊利地區買了一棟花園住宅度過了他的餘生，死於1780年八月三日。

## 第一部著作
雖然後輩沒能達到像其他啟蒙時代思想家的水準，艾蒂安·博諾·德·孔狄亞克在他的時代被認為是印象最深的心理學家之一。和伏爾泰，他成為法國引進英國哲學家约翰·洛克思想的主要先驅者之一，而其發展了一套系統方法。
孔狄亞克的風格很明確，是一種非常清晰能排除無聊的邏輯。他對於人類精神的分析完全建立在感覺的建立順序，從不用喚醒靈魂的起源，儘管他總是表明他對宗教的正統性。孔狄亞克是大家公認感覺論學派的創始者且認定我們知覺唯一的來源就是官能，它通常產生且簡單地轉換由反射、推論、專心和評論。為了證明他們的論點，他們以一個能連續感受到官能的活雕像為範例當作基礎。
他的第一部作品，《論人類知覺的起源》，內容與英國作家的作品相似。他同意幾個洛克遲疑的論點，根據這幾個論點，我們的知識應該有兩種來源，感覺和反射。反射的角色是由簡單的官能組合成的想法。他也借用洛克對於思想組合的解釋準則。
他的下一步作品《系統論》，是當代哲學理論強烈的評論，以抽象或假設的原理為基礎。這場論戰，主要靈感來自於洛克的精神，且反對笛卡兒的唯心主義、勒內·笛卡兒的學派、法國哲學家尼古拉·馬勒伯朗士的心理學、德國哲學和科學家哥特佛萊德·威廉·萊布尼茲的單子論與預定和諧理論，最重要的是，反對荷蘭哲學家巴魯赫·斯賓諾莎於《倫理學》第一部分所建立的物質概念。

## 官能論
孔狄亞克的代表作是《官能論》，在這部著作中，他擺脫了洛克思想的影響，用他自己的方式詮釋心理學，並由此提出了他的官能主義理論。他闡述了自己是如何被引導重新看待洛克的理論：是費朗小姐促使他重新思考這位英國哲學家的觀點——我們的感官帶給我們對於事物的直觀認知。舉個例子，事實上我們的眼睛會自然而然地詮釋事物的外形、尺寸、與我們與事物之的距離以及它所處的位置。他與這位女士的討論，讓他覺得若要解釋清楚這樣的問題，有必要分別研究每個感官，授予它們所應當擁有的功能，觀察它們的變化發展，以及它們之間是如何相輔相成的。根據孔狄亞克的觀點，結果顯示了我們人類所有的能力和認識都只是排除了其它所有原則（比如：思考）後被轉化過的官能而已。
孔狄亞克首先設想出一個擁有人構造的雕像，這個雕像沒有感受過任何感官或是認知影響。然後他循序漸進地喚起這個雕像的感官，首先是與人類認知關係最不密切的嗅覺。於是這個雕像的所有知覺就縮減至他唯一能體驗到的氣味。根據洛克的兩極意識原則，這個活的雕像對於這樣或那樣的氣味的認知所伴隨的會是喜悅或是痛苦的感受。因此，痛苦和喜悅將成為引導他思想活動的引導原則。這一對於感官的關注導致了記憶的產生，它是一種對於某種氣味所產生的持久印象：「記憶只是一種感覺的方式。」。由記憶會引出比較：比如這座雕像聞到了玫瑰的味道，然後他就會想起石竹的氣味，「因為比較能引起同時對於兩個概念的關注。」。然而，「比較產生判斷。」。比較與判斷就會成為了常態，根據聯想的萬能原則，這兩者就會繼續發展。從過去和現在帶有喜悅或是痛苦的經歷中產生了欲望。是欲望引導著我們腦力的運用，激發我們的記憶和想像力，並激起我們對事物的感情。而感情本身也只不過是被轉化過的一種感覺而已。
以上所述之論述便是孔狄亞克所著的官能論第一部分的主要論點。若想要一窺究竟此著作後所述的論點就必須要將後面主要部分的標題一一呈現出來：「侷限於只擁有聽覺的人類。」，「同時兼具嗅覺與聽覺。」，「先僅限於味覺，再賦予嗅覺與聽覺。」，「侷限於只擁有視覺的人類。」，「視覺之外再賦予嗅覺、聽覺與味覺。」
關於第二部分論述的部分，孔狄亞克首先先只假設讓人的雕像擁有與外界事物接觸的確認感官－觸覺。在精確的分析假設中，他分別出來觸感經驗給予人類區分所有不同的物質的能力： 碰觸自己的身體、碰觸外界的事物、移動的經驗感或是用手接觸物體表面所發現的事物。他討論有關距離和事物外型所逐漸給予的深刻的感覺。
第三部分所探討的是觸覺與其他感官結合的內容。
第四部分則是闡述一個被單一獨立出來且具有所有感官功能的人所擁有的欲望、活動及思想。此論述是藉由對在立陶宛森林中一個與熊共存的「野人」之觀察所得到的論述。
論述結論：感官就是印證事物存在的自然法則，因此人與人之間對於事物的看法才會大相徑庭；人只是一種由感官所獲得經驗的存在，所有天資與天賦的概念都應當被拋棄與淘汰。

## 語言
孔狄亞克跟前人一樣，也在思考語言源頭的問題。該如何將想法連結在感知上，且它立刻從神學問題中引出了語言問題。由於孔狄亞克曾想像過藉著感知、堆疊、發音及愉快與不愉快的分別來塑造一個雕像，他便由此想像了一個故事，故事中有兩個人，他們必須要互相交談，而這兩個人必須為異性。首先他們必須使用肢體語言（如手勢、叫喊等），接下來才換成口說語言。以小孩來說，小孩藉由跟父母的交流來特別鍛鍊舌頭的靈活度，所以口說語言會比肢體語言的發展還來得不利，因為口說語言顯得較為「交易」。對孔狄亞克來說，語言是純屬人類的創造物，符碼及語言屬於「人造的」，並非從大自然而來。他也跟索緒爾語言學派一樣認為符碼與思想是任意連結的。語言功能的規則對於孔狄亞克來說是獨立且訴諸個人的。

## 基礎課程
大部分的政治與歷史著作大部分收錄在基礎課程(le Cours d'étude)一書中，其著作展現了他對英國思維的喜爱。不過他邏輯性的作品比較不如哲學作品為人所知。孔狄亞克著重於分析的方法，但他至高無上的分析方法缺乏較具體的例子。他把科學比喻為一種結構完整的語言。他試圖用計算性的語言數論來證明結構模式。而數學建構了他的知識論模式。他對自然科學沒興趣，對約翰·斯圖爾特·密爾的理性歸納法也是。

## 商業和政府之互動關係
孔狄亞克著有一部傑出的經濟論文：商業和政府之互動關係，檢視經濟、貿易、資產平衡、經濟動力、政治決策的關係等許多面向。政治經濟學先驅，他研究政治與經濟之間的關係。古典自由主義經濟學家，他研究其價值並發表其主要之特性，他維護自由經濟和自由貿易，特別是自由交易，並且警告操控貨幣引起的通貨膨脹是非常危險的。藉由理論描述和四個虛構王國的歷史比較闡明來相互說明，孔狄亞克於此專論中解釋，在經濟和政治關係中的其他許多方面，即
- 交易使兩造雙方所獲得之價值大於所賣；
- 歉收所導致的價格飛漲很少發生在自由經濟的國家，然而卻發生於那些在背後高築保護主義障礙的國家；
- 稅和法規是一大重擔，加倍削弱了經濟；
- 壟斷的突然出現一般是由於法規約束所致，壟斷難以重返於良性競爭的環境下生存。

## 對後代的影響
身為約翰·洛克的後代門徒，孔狄亞克啟發了一些英國思想家。在至高無上的快樂和痛苦上，以及對所有思想的一般解釋，如同感知或感知的轉變，我們可以看出他對亞歷山大·貝恩和赫伯特·斯賓賽的影響。孔狄亞克對科學心理學方法的建立有顯著的貢獻。
在十九世紀初的法國，意識形態學派的趨勢為他的前身。
孔狄亞克是政治經濟學和早期的經濟自由主義學家的先驅，他啟發了好幾代經濟學者的產生，尤其是在法國的經濟學者。

## 作品
主要作品，以年代排列
- 1746, Essai sur l’origine des connaissances humaines ;
- 1749, Traité des systèmes ;
- 1754, Traité des sensations ;
- 1755, Traité des animaux, une critique de l’Histoire naturelle de Buffon de 1749 ;
- 1775, Cours d’études, ouvrage composé de 13 volumes, écrits pour le jeune duc Ferdinand de Parme, petit-fils de Louis XV, renfermant Grammaire, Art d’écrire, Art de raisonner, Art de penser, Histoire. L’œuvre originale se trouve à l’Index Librorum Prohibitorum à Rome (Italie) ;
- 1776, Le Commerce et le gouvernement considérés relativement l’un à l’autre ;
- 1780, La Logique ou l’art de penser, commande du gouvernement de Pologne pour les écoles palatines ;
- 1798, La Langue des calculs, ouvrage posthume.